# Jesús Suárez Cueva
Pour les articles homonymes, voir Suárez et Cueva.
Jesús Suárez Cueva (né le 10 mars 1955 à Bobes (Siero)) est un coureur cycliste espagnol. Professionnel de 1977 à 1989, il a notamment remporté trois étapes du Tour d'Espagne.

## Palmarès
- 1976
  - Mémorial Valenciaga
- 1977
  - Trofeo Elola
- 1978
  - Classement général du Tour d'Aragon
  - Trois Jours de Leganés :
    - Classement général
    - 1re étape

  - 2e de la Klasika Primavera
  - 2e du Trofeo Masferrer
  - 3e du Trofeo Elola
- 1979
  - 2e étape de la Semaine catalane
  - 3e étape du Tour de Cantabrie
  - 4e étape du Tour des Asturies
  - 7eb étape du Tour de Catalogne
  - 2e du GP Pascuas
  - 3e de la Klasika Primavera
- 1980
  - 2e étape du Tour du Pays basque
  - 7eb étape du Tour de Catalogne
  - Tour de La Rioja :
    - Classement général
    - 1re étape

  - 2e du GP Pascuas
  - 3e de la Klasika Primavera
- 1981
  - 5e étape du Tour de Cantabrie
  - 11e étape du Tour d'Espagne
  - 2e étape du Tour des Asturies
  - 2e du Trophée Luis Puig
- 1982
  - Klasika Primavera
  - 1re étape du Tour de La Rioja
- 1983
  - 7e étape du Tour d'Espagne
  - 3eb étape du Tour des vallées minières
- 1984
  - 18ea étape du Tour d'Espagne
  - 2e étape du Tour des Asturies
  - 7e étape du Herald Sun Tour
  - 2e du Trofeo Masferrer
- 1985
  - 6e étape du Tour de Cantabrie
  - Griffin 1000 West :
    - Classement général
    - 1rea, 4eb, 5ea et 10e étapes

  - 3e du Trofeo Masferrer
- 1987
  - 3e de la Hucha de Oro
- 1988
  - 3e de la Clásica de Sabiñánigo
- 1989
  - 2e du championnat d'Espagne sur route

## Résultats sur les grands tours

### Tour d'Espagne
10 participations
- 1978 : hors délais (17e étape)
- 1979 : 24e
- 1980 : 32e
- 1981 : 32e, vainqueur de la 11e étape
- 1982 : 50e
- 1983 : 32e, vainqueur de la 7e étape
- 1984 : 43e, vainqueur de la 18ea étape
- 1985 : 78e
- 1986 : 71e
- 1987 : abandon (15e étape)

### Tour de France
2 participations
- 1978 : abandon (13e étape)
- 1981 : 105e

### Tour d'Italie
2 participations
- 1977 : 97e
- 1988 : 94e